# Coolangatta
Coolangatta è la località più a sud della Costa d'Oro australiana. Situata nel Queensland ma al confine con il Nuovo Galles del Sud, la città prende il nome dalla goletta Coolangatta che qui fece naufragio nel 1846. Al censimento del 2016 la popolazione di Coolangatta si attestava sui 5 948 abitanti.
Coolangatta forma un'unica area urbana con la confinante Tweed Heads, la sua città gemella situata però nel Nuovo Galles del Sud. Il fiume Tweed sostiene una fiorente attività di pesca, facendo dei prodotti del mare una specialità del posto.